# Немчево (Мазовецьке воєводство)
Немчево (пол. Niemczewo) — село в Польщі, у гміні Дробін Плоцького повіту Мазовецького воєводства.
Населення — 98 осіб (2011).
У 1975—1998 роках село належало до Плоцького воєводства.

## Демографія
Демографічна структура станом на 31 березня 2011 року:
|          | Загалом | Допрацездатний вік | Працездатний вік | Постпрацездатний вік |
| -------- | ------- | ------------------ | ---------------- | -------------------- |
| Чоловіки | 51      | 8                  | 41               | 2                    |
| Жінки    | 47      | 10                 | 29               | 8                    |
| Разом    | 98      | 18                 | 70               | 10                   |